# A Profesionałna futbołna grupa (2006/2007)
A Profesionałna futbołna grupa (2006/2007) – 83. edycja najwyższej piłkarskiej klasy rozgrywkowej w Bułgarii. W rozgrywkach brało udział 16 zespołów. Tytuł obroniła drużyna Lewski Sofia.

## Rozgrywki

### Zespoły
W sezonie 2006–2007 w rozgrywkach o mistrzostwo Bułgarii brały udział:
| - M Lewski Sofia - P CSKA Sofia - Belasica Petricz - Beroe Stara Zagora - Botew Płowdiw - Czerno More Warna - Liteks Łowecz - Łokomotiw Płowdiw - Łokomotiw Sofia - Marek Dupnica - Rodopa Smoljan - Slawia Sofia - Wichren Sandanski - Czernomorec Burgas/Sofia - Rilski Sportist Samokow - Spartak Warna |

M – obrońca tytułu mistrzowskiego 
 P – obrońca Pucharu Bułgarii 
 Beniaminków I ligi oznaczono kursywą

### Tabela po rundzie jesiennej
| Poz. | Klub                     | M  | Pkt. | Mecze | Mecze | Mecze | Bramki | Bramki |
| Poz. | Klub                     | M  | Pkt. | zw.   | rem.  | por.  | zdob.  | str.   |
| ---- | ------------------------ | -- | ---- | ----- | ----- | ----- | ------ | ------ |
| 1    | Lewski Sofia             | 15 | 39   | 12    | 3     | 0     | 39     | 2      |
| 2    | CSKA Sofia               | 15 | 37   | 12    | 1     | 2     | 36     | 7      |
| 3    | Łokomotiw Sofia          | 15 | 33   | 10    | 3     | 2     | 31     | 13     |
| 4    | Liteks Łowecz            | 15 | 29   | 8     | 5     | 2     | 20     | 12     |
| 5    | Czerno More Warna        | 15 | 24   | 7     | 3     | 5     | 24     | 13     |
| 6    | Slawia Sofia             | 15 | 23   | 6     | 5     | 4     | 24     | 19     |
| 7    | Botew Płowdiw            | 15 | 22   | 7     | 1     | 7     | 24     | 24     |
| 8    | Beroe Stara Zagora       | 15 | 20   | 6     | 2     | 7     | 22     | 18     |
| 9    | Wichren Sandanski        | 15 | 20   | 6     | 2     | 7     | 15     | 17     |
| 10   | Spartak Warna            | 15 | 19   | 6     | 1     | 8     | 15     | 30     |
| 11   | Łokomotiw Płowdiw        | 15 | 18   | 5     | 3     | 7     | 18     | 19     |
| 12   | Marek Dupnica            | 15 | 16   | 4     | 4     | 7     | 20     | 30     |
| 13   | Belasica Petricz         | 15 | 15   | 4     | 3     | 8     | 19     | 22     |
| 14   | Rilski Sportist Samokow  | 15 | 15   | 5     | 0     | 10    | 15     | 29     |
| 15   | Rodopa Smoljan           | 15 | 10   | 3     | 1     | 11    | 14     | 26     |
| 16   | Czernomorec Burgas/Sofia | 15 | -2   | 0     | 1     | 14    | 4      | 59     |

Stan na koniec roku 2006

### Wyniki
|                   | BEL | BER | BOT | CMW | CZE | CSKA | LEW  | LIT | LOKP | LOKS | MAR | RIL | ROD | SLA | SPA | WIC |
| ----------------- | --- | --- | --- | --- | --- | ---- | ---- | --- | ---- | ---- | --- | --- | --- | --- | --- | --- |
| Belasica          |     |     |     |     |     |      |      |     |      |      |     |     |     | 1:3 |     |     |
| Beroe             |     |     |     |     |     |      |      |     |      |      |     |     |     |     |     |     |
| Botew             |     |     |     |     |     |      |      |     |      |      |     |     |     |     |     |     |
| Czerno More       |     |     |     |     |     | 0:2  |      |     |      |      |     |     |     |     |     |     |
| Czernomorec       |     |     |     |     |     |      | 0:31 |     |      |      |     |     |     |     |     |     |
| CSKA              |     |     |     |     |     |      |      |     |      |      |     |     |     |     |     |     |
| Lewski            |     |     |     |     |     |      |      |     |      |      |     |     |     |     |     |     |
| Liteks            |     |     |     |     |     |      |      |     |      |      |     |     |     |     | 1:0 |     |
| Łokomotiw Płowdiw |     |     |     |     |     |      |      |     |      |      |     | 1:0 |     |     |     |     |
| Łokomotiw Sofia   |     |     |     |     |     |      |      |     |      |      |     |     |     |     |     |     |
| Marek Dupnica     |     | 1:1 |     |     |     |      |      |     |      |      |     |     |     |     |     |     |
| Rilski            |     |     |     |     |     |      |      |     |      |      |     |     |     |     |     |     |
| Rodopa            |     |     | 1:1 |     |     |      |      |     |      |      |     |     |     |     |     |     |
| Slawia            |     |     |     |     |     |      |      |     |      |      |     |     |     |     |     |     |
| Spartak           |     |     |     |     |     |      |      |     |      |      |     |     |     |     |     |     |
| Wichren           |     |     |     |     |     |      |      |     |      | 0:2  |     |     |     |     |     |     |

1 Po meczu 1. kolejki Czernomorec Burgas/Sofia – Lewski Sofia BFS przyznał drużynie gości walkower 3:0, a gospodarzy ukarał odjęciem trzech punktów. Powodem kary było zgłoszenie przez działaczy Czernomorca nieuprawnionych piłkarzy.

## Wydarzenia
Tuż przed rozpoczęciem 1. kolejki klub Conegliano German zmienił nazwę na Czernomorec Burgas/Sofia. Stało się tak, dlatego że prezes Conegliano jest również właścicielem grającego w III lidze Czernomorca Burgas, klubu o znacznie większych tradycjach piłkarskich. Nie przeszkodziło mu to, że w nazwie nowego zespołu występują dwa miasta położone na dwu różnych krańcach Bułgarii. Czernomorec Burgas/Sofia, podobnie jak i Conegliano, ma swoją siedzibę na obrzeżach stolicy kraju, a spotkania - przy braku własnego obiektu - rozgrywa na Stadionie Narodowym.

### Zmiany trenerów
- Na kilka dni przed inauguracją ligi Aleksandara Borisowa na stanowisku trenera Czernomorca Burgas/Sofia zastąpił Mołdawianin Nikołaj Mandriczenko.
- Po czwartej kolejce władze Wichrenu Sandanski podziękowały za współpracę pracującemu od miesiąca (w charakterze trenera tymczasowego) Petyrowi Żekowowi. Jego następcą został Macedończyk Gjoko Hadżiewski.
- Po czwartej kolejce za słabe wyniki zdymisjonowany został szkoleniowiec Łokomotiwu Płowdiw Ajan Sadakow. Jego następcą - Iwan Marinow.
- 24 października po przegranym 0:1 meczu z Łokomotiwem Płowdiw w dziesiątej kolejce został zwolniony trener Rodopy Smoljan Paweł Panow. Zastąpił go Wojn Wojnow.
- Pod koniec grudnia ze stanowiska szkoleniowca Slawii Sofia zrezygnował Serb Ratko Dostanić, który odszedł do OFK Beograd. Jego następcą został poprzedni trener Slawii Aljosza Andonow.
- Po zakończeniu rundy jesiennej odeszli lub zostali zwolnieni: Macedończycy Gjoko Hadżiewski z Wichrenu Sandanski oraz Stevica Kuzmanovski z Belasicy Petricz. Hadżiewskiego zmienił Filip Filipow, a Kuzmanovskiego Bośniak Goran Sukrija.
- W marcu 2007 roku niedługo po wznowieniu rozgrywek po przerwie zimowej doszło do dwu roszad trenerskich: Mirosława Mironowa na stanowisku szkoleniowca Spartaka Warna zastąpił Nedełczo Matuszew, zaś za zwolnionego z CSKA Sofia Płamena Markowa przyszedł były selekcjoner reprezentacji Bułgarii Stojczo Mładenow.
- 23 marca Eduard Eranosjan zluzował Iliana Iliewa na stanowisku trenera klubu Beroe Stara Zagora.
- Tylko miesiąc w Spartaku pracował Nedełczo Matuszew. W kwietniu jego miejsce zajął były piłkarz tego klubu oraz Lewskiego Gesza Iwanow.

### Statystyki
- Pierwsza bramka nowego sezonu została strzelona 4 sierpnia 2006 (1. kolejka) w '29 minucie meczu Liteks – Spartak. Jej zdobywcą był Milivoje Novaković, zawodnik Liteksu.
- Meczami z największą liczbą bramek (10) było spotkanie:
  - Lewski – Czernomorec rozegrane 3 marca 2007 (16. kolejka) zakończone wynikiem 10:0.
- Najczęściej padającym wynikiem meczu był rezultat 1:0. Zakończyło się nim 27 spośród 120 meczów (22,5%) rozegranych w ramach 15 kolejek spotkań rundy jesiennej. Rekordowymi były 8. i 11. kolejka – wówczas rezultat 1:0 padł w 4 meczach (50%).
Najczęściej wynik ten padał w meczach Rilskiego: 6 meczów z 15 rozegranych z udziałem tej drużyny (40%) zakończyło się takim wynikiem, co stanowi 22,2% wszystkich spotkań zakończonych w stosunku 1:0 w tej rundzie.
- Najwięcej bramek padło w meczach z udziałem Lecha. W 15 spotkaniach tej drużyny kibice obejrzeli 50 goli (średnio 3,333 bramki na mecz).
- Najmniej bramek padło w meczach z udziałem Dyskobolii. W 15 spotkaniach kibice obejrzeli 32 gole (średnio 2,13 bramki na mecz).
- Drużyną bez utraconej bramki najdłużej był Lewski, którego bramkarza rywale nie zdołali pokonać przez jedenaście kolejek spotkań (1. – 11.)
- Najdłużej bez zdobytej bramki pozostawały Spartak, Czerno More oraz Czernomorec, które dopiero w trzeciej kolejce zdobyły pierwszego gola w sezonie.
- Liderami Grupy A w sezonie 2006-2007 były drużyny:
  - Lewski: 1. – 2. kolejka
  - CSKA: 3. – 5. kolejka
  - Lewski: od 6. kolejki
- Najdłuższa seria zwycięstw (7) była dziełem Lewskiego (4. – 10. kolejka)
- Najdłuższą serię remisów (po 3) zanotowały drużyny:
  - Slawii (2. – 4. kolejka)
  - Liteksu (13. – 15. kolejka).
- Najdłuższe serie porażek (7) zanotował Czernomorec (1. – 7. oraz 9. – 15. kolejka)
- Najdłużej niepokonaną drużyną (15 kolejek z rzędu) był Lewski (1. – 15. kolejka).
- Najdłużej drużyną bez zwycięstwa była ekipa Czernomorca, która nie wygrała ani jednego meczu w rundzie jesiennej.
- 2. kolejka spotkań rozegrana w dniach 22-24 września 2006 była kolejką z największą liczbą bramek. W 8 rozegranych meczach padły 33 gole (średnio 4,125 bramki na mecz).
- 8. kolejka spotkań rozegrana w dniach 30 września-1 października 2006 była kolejką z najmniejszą liczbą zdobytych bramek. W 8 meczach piłkarze zdołali strzelić 13 bramek (średnio 1,625 bramki na mecz).
- Pierwszym zwolnionym trenerem sezonu został Aleksander Borisow, odsunięty od prowadzenia Czernomorca tuż przed rozpoczęciem pierwszej kolejki.

Stan po 15. kolejce na zakończenie rundy jesiennej (26 listopada 2006)